# Bas Verwijlen
Bas Verwijlen, né le 1er octobre 1983 à Oss, est un escrimeur néerlandais pratiquant l'épée.
Bien qu'il n'ait pas remporté de titre international, il compte deux médailles aux championnats du monde et aux championnats d'Europe.
2011 est sa meilleure année sur le circuit. Il décroche une médaille d'argent aux championnats d'Europe et une médaille aux championnats du monde.

## Carrière
Verwijlen se qualifie pour quatre éditions des Jeux olympiques successives entre 2008 et 2021, gagnant sa place grâce à son classement individuel. En 2016, après une saison de coupe du monde 2014-2015 sans résultat majeur qui le voit redescendre au 66e rang mondial, il décroche la qualification pour les Jeux de Rio, à la faveur de sa victoire au Grand Prix de Berne et une troisième place au Grand Prix du Qatar. De nouveau, au cours d'une saison de coupe du monde 2019-2020 écourtée mais comptant pour la qualification olympique, il remporte une victoire à Vancouver lui permettant d'obtenir l'une des deux places du continent européen aux Jeux olympiques de Tokyo.
Ses apparitions aux Jeux se soldent par un bilan nul en termes de médailles, avec une place de «Finaliste olympique», c'est-à-dire parmi les huit premiers du classement. A deux reprises, il croise la route du futur champion olympique : en 2008, à Pékin, son parcours s'arrête en quarts de finale contre Matteo Tagliariol pour ce qui demeure, en 2021, sa meilleure performance aux Jeux. Il avait auparavant battu Wang Lei et Michael Kauter, alors tête de série no 5. Il s'incline à nouveau contre le futur lauréat en 2021, à Tokyo, contre Romain Cannone en huitièmes de finale après une victoire contre Kweon Young-jun. En 2012, il s'était incliné en huitièmes contre Jörg Fiedler et en 2016, dès le premier tour contre Anton Avdeyev.
En grands championnats, il réalise sa meilleure année en 2011, atteignant les finales du championnat d'Europe, battu d'une touche par Fiedler (14-15) et du championnat du monde où il s'incline au terme d'une autre finale serrée contre l'Italien Paolo Pizzo (13-15) après avoir pourtant mieux entamé l'assaut, menant 4-0 en début de match.

## Palmarès
- Championnats du monde d'escrime
  -  Médaille d'argent en individuel aux championnats du monde d'escrime 2011 à Catane
  -  Médaille de bronze en individuel aux championnats du monde d'escrime 2005 à Leipzig
- Championnats d'Europe d'escrime
  -  Médaille d'argent en individuel aux Championnats d'Europe d'escrime 2011 à Sheffield

## Classement en fin de saison
| Année | 2003 | 2004 | 2005 | 2006 | 2007 | 2008 | 2009 | 2010 | 2011 | 2012 | 2013 | 2014 | 2015 | 2016 | 2017 | 2018 | 2019 | 2020 |
| ----- | ---- | ---- | ---- | ---- | ---- | ---- | ---- | ---- | ---- | ---- | ---- | ---- | ---- | ---- | ---- | ---- | ---- | ---- |
| Rang  | 22   | 57   | 5    | 23   | 11   | 8    | 18   | 15   | 6    | 15   | 21   | 23   | 66   | 12   | 43   | 36   | 6    | 7    |